# Augusto Madureira
Augusto Madureira (Olhão, 1967) é um jornalista português.
É licenciado em Comunicação Social, pela Universidade Nova de Lisboa (1985-1990).

## Jornalismo
Iniciou a carreira profissional como repórter em 1990 na RTP.
Em 1991 trabalhou na Rádio Renascença como editor da RFM.
Em 1992 foi convidado para integrar o grupo de jornalistas fundadores da SIC.
Entre 1995 e 2001, dedica-se a trabalhos de investigação e grande-reportagem trabalhando de perto com Margarida Marante.
Em 1999, recebe o Prémio de Jornalismo Contra a Indiferença, promovido pela AMI.
Em 2000, é distinguido com o Prémio de Jornalismo da FLAD (Fundação Luso-Americana para o Desenvolvimento).
Em 2001, vence o Prémio da Comissão Nacional dos Direitos Humanos.
Também em 2001, recebe o Prémio de Jornalismo da Comissão Europeia.

## Música
Em 1973, iniciou os estudos de piano clássico, com apenas 6 anos, no Conservatório Regional do Algarve.
Em 1984, com 16 anos, classifica-se em 2º Lugar no Concurso Nacional de Piano Maria Campina.
No início dos anos 90, escreve e compõe vários temas para programas de televisão.
Participa como autor no Festival RTP da Canção em 2009, 2010 e 2015.
Em 2010, vence o Festival RTP da Canção como autor (letra e música) da canção "Há Dias Assim", cantada por Filipa Azevedo e representa Portugal no Eurovision Song Contest, em Oslo , na Noruega.
Em 2011, é finalista no 'UK Songwriting Contest como autor (letra e música) do tema "Vai".
Em 2013, é finalista no USA Songwriting Contest como autor da letra e da música da canção "Foi assim", gravada nesse mesmo ano por Simone de Oliveira. no álbum "Pedaços de Mim"
Em 2019, vence o concurso para a "Grande Marcha de Lisboa", como autor da canção "Lisboa Alegre e Triste".